# František Střeleček
František Střeleček (31. května 1936 Stachy – 22. října 2011 České Budějovice) byl vysokoškolský pedagog, ekonom a statistik se zaměřením na finance podniku, který působil jako 2. rektor Jihočeské univerzity v Českých Budějovicích.

## Vzdělání
Narodil se v roce 1936. V roce 1955 maturoval na Střední ekonomické škole ve Vimperku. Poté absolvoval obor učitelství ekonomických předmětů na Fakultě národohospodářské Vysoké školy ekonomické v Praze. V letech 1971 - 1973 postgraduálně studoval obor ekonomická statistika na Matematicko-fyzikální fakultě Univerzity Karlovy v Praze. Na Vysoké škole zemědělské v Praze se nejprve 1990 habilitoval v oboru automatizované systémy řízení v zemědělství a 1993 byl jmenován profesorem pro obor zemědělská ekonomika.„Toto je doslovná citace z textu.“ 

## Odborné působení
Od roku 1964 působil na českobudějovické Provozně ekonomické fakultě Vysoké školy zemědělské v Praze. V letech 1994—1998 zastával funkci děkana Zemědělské fakulty Jihočeské univerzity, poté v letech 1998—2004 byl po dvě funkční období rektorem Jihočeské univerzity a 2004—2007 působil ve funkci prorektora pro rozvoj univerzity.
Ve vědecké práci se zabýval zejména cenovými modely zemědělských výrobků, účinností dotačních titulů a přímých plateb Evropské unie a metodologií finanční analýzy. Je autorem několika samostatných vědeckých monografií, publikoval přibližně 150 vědeckých a odborných statí a přednášel na univerzitách v USA, Rakousku a Portugalsku. Byl členem řady vědeckých grémií a redakčních rad odborných periodik. Slovenská poľnohospodárska univerzita v Nitre mu udělila 4. 5. 2006 čestný doktorát za vědecký a pedagogický přínos v oblasti statistických a matematických metod. „Toto je doslovná citace z textu.“ 
Zemřel 22. října 2011 v Českých Budějovicích.